# Francesca Guidato
Francesca Guidato (* 1957/1958 in Tarent) ist eine ehemalige italienische Schauspielerin, Drehbuchautorin und Model.

## Leben und Wirken
Francesca Guidato wuchs im süditalienischen Tarent auf. 
Sie stand von Ende der 1970er-Jahre bis Anfang der 1990er-Jahre als Schauspielerin in mehreren Film-und-Fernsehproduktionen vor der Kamera. Sie war als Darstellerin zudem auf der Theaterbühne aktiv und wirkte in mehreren Werbespots mit.
Bis Anfang der 1980er-Jahre war sie in Italien zudem einige Jahre lang ein gefragtes Model. Sie war in zahlreichen Katalogen abgebildet und war auch auf dem Laufsteg aktiv. Später arbeitete sie hauptsächlich als Drehbuchautorin für Fernsehformate, als Kolumnistin für verschiedene Tageszeitungen und betätigte sich zeitweise als Regieassistentin bei Spielfilmen. Francesca Guidato hat eine Tochter. 
Am 19. November 1994 heiratete sie nach eigenen Angaben in Rom den österreichischen Schauspieler Helmut Berger. Das Paar trennte sich im Jahr 2007 wieder. Die Ehe wurde jedoch allerdings bis zum Tod von Berger im Mai 2023 nicht geschieden. Laut Bergers Agent Helmut Werner waren Guidato und Berger zum Zeitpunkt des Todes von Berger nicht verheiratet. Laut einer Meldung vom Oktober 2024 sollen Helmut Berger und Francesca Guidato vom 19. November 1994 bis zum 20. Dezember 2002 verheiratet gewesen sein.

## Filmografie (Auswahl)
- 1979: Der Sexbomber
- 1989: Act of Revenge
- 1989: Via Lattea...La Prima a destra